# Marcas cardinais
As marcas cardinais dão ao navegador a localização de águas mais profundas, livres de perigos no quadrante correspondente.
Na origem do nome marcas cardinais estão os pontos cardinais, uma vez que estas indicam por que lado (Norte, Sul, Este, Oeste) se deve navegar.

Marca Cardinal Norte

Marca Cardinal Sul

Marca Cardinal Oeste

Marca Cardinal Este